# Haus Heyden

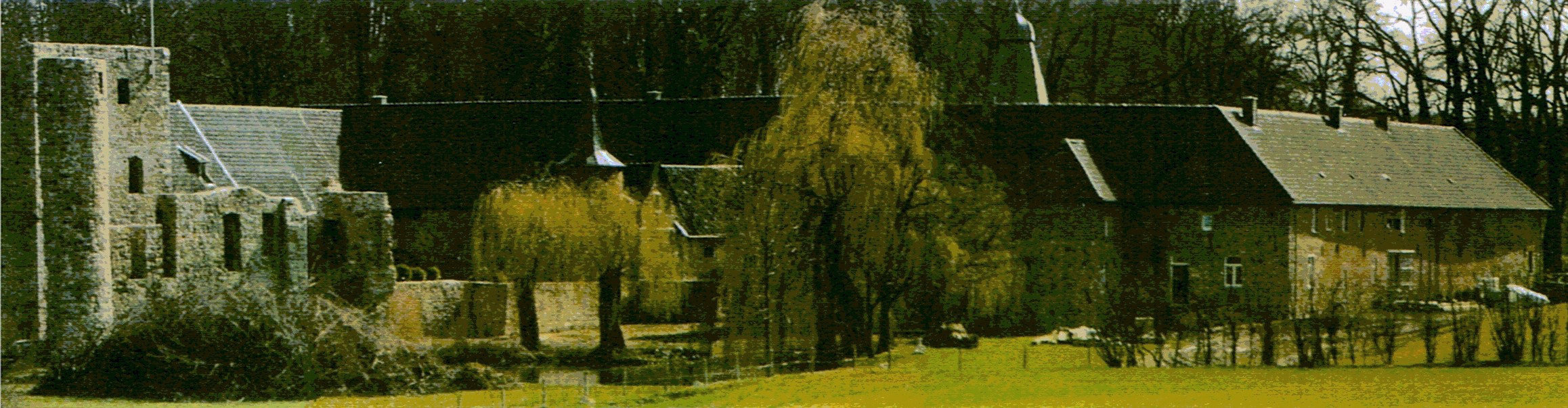
Haus Heyden im Herbst 2004

Das Haus Heyden ist die Ruine einer Wasserburg in Horbach, einem nordwestlichen Ortsteil von Aachen. Historikern zufolge soll sie im Mittelalter die wohl imposanteste Anlage ihrer Art im Aachener Raum gewesen sein.

## Geschichte

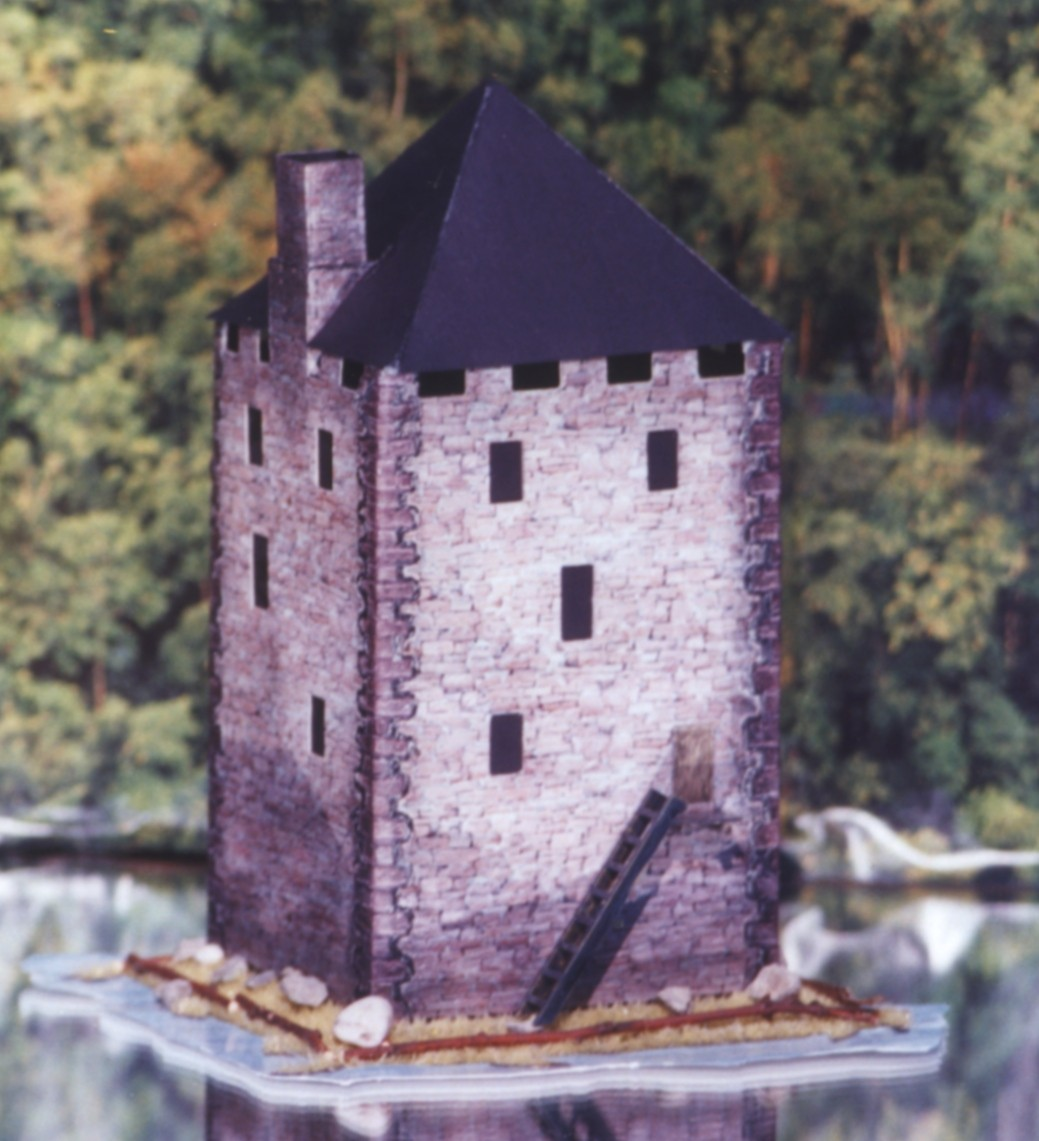
Modell von Haus Heyden nach seiner Errichtung 1303

Ritter Arnold von dem Bongart, Sohn des Gottfried von dem Bongart auf Haus Bongart bei Weisweiler, ließ Haus Heyden zu Beginn des 14. Jahrhunderts errichten und stellte es am 21. Januar 1304 dem Grafen von Jülich als Offenhaus zur Verfügung. Nach ihm wurde der Landstrich nördlich Aachens um Richterich und Horbach im Jahre 1361 Heydener Ländchen genannt. 1370 wurde die Familie Bongart auf Lebenszeit mit der Unterherrschaft belehnt. Ab 1375 war diese zuerst im Besitz der Familie von Gronsfeld und wechselte 1406 an die von Merode-Rimburg. In ihrem Besitz blieb die Anlage bis 1452. In jenem Jahr kam Haus Heyden an die von Schönrade, deren erbliches Eigentum es im Jahr 1500 wurde.

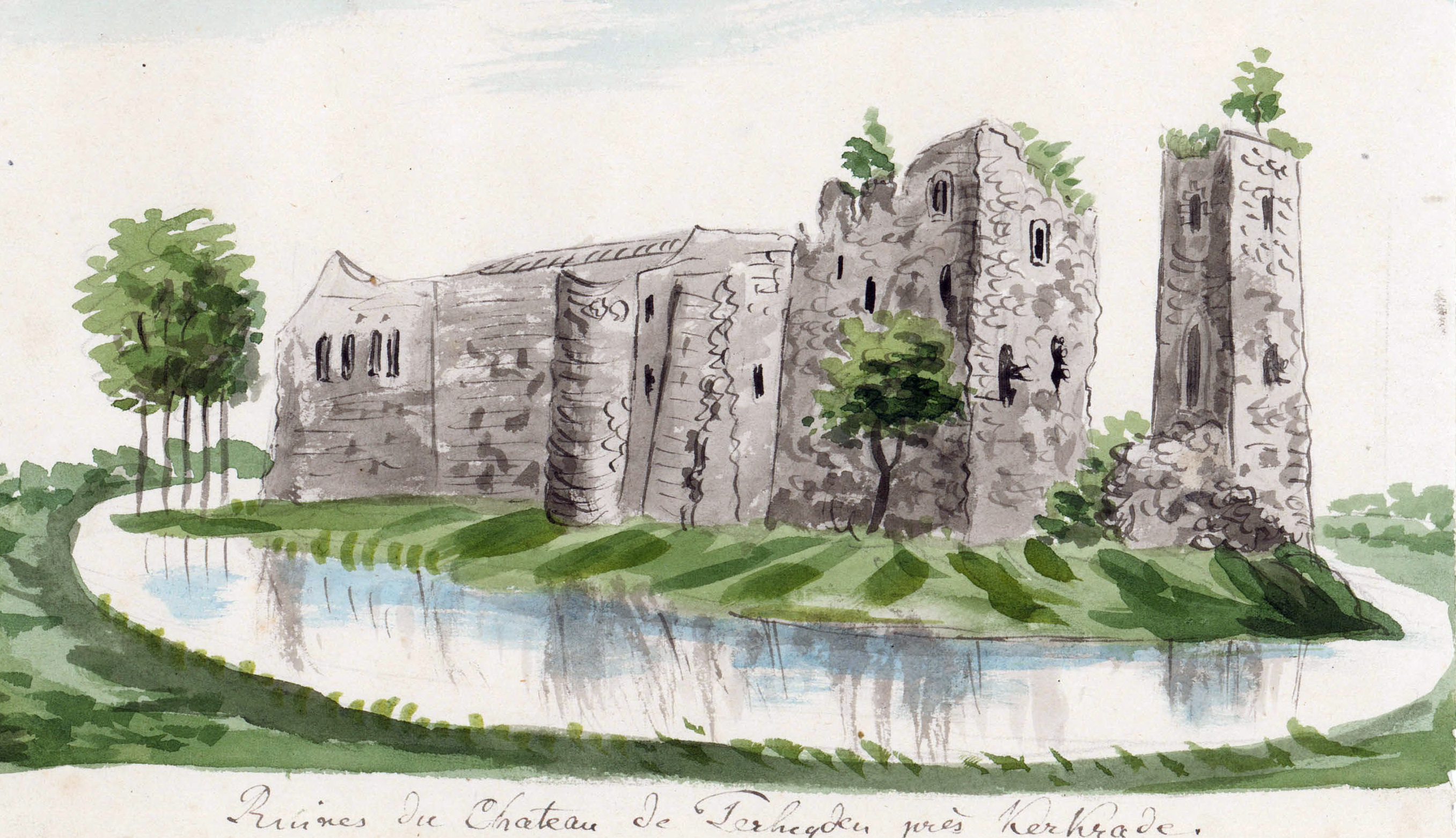
Die Ruine um 1840 (Ph. van Gulpen)

Grundriss der Anlage von 1911

Ab 1547 war wieder die Familie von dem Bongart Eigentümer und blieb dies – zeitweise gemeinsam mit den Familien von Leerode und Hochsteden – bis in das 20. Jahrhundert. 1926 verkaufte sie es an den Generaldirektor Westermann, der die Gebäude ab 1929 verpachtete.
Die Franzosenzeit im Rheinland beendete die Herrschaft Heydener Ländchen. Zwischen 1815 und 1848 wurde die spätere Gemeinde Richterich als Bürgermeisterei Heyden bezeichnet.
Die beiden Vorburgen der Wasserburg wurden bis 2001 von einem landwirtschaftlichen Betrieb genutzt und haben sich in ihrem Grundriss seit Mitte des 17. Jahrhunderts nicht verändert. Von den einst breiten Gräben finden wir heute nur noch im Norden der Anlage einen Rest. Die Kernburg blieb seit dem Ende des Dreißigjährigen Krieges dem Verfall überlassen und ist daher als Ruine nahezu ursprünglich geblieben.
Der gesamte Komplex wurde unter Beachtung denkmalpflegerischer Auflagen von ihrem Besitzer in den Jahren 2001 bis 2003 aufwändig restauriert und wird heute als private Wohnanlage genutzt.

## Beschreibung

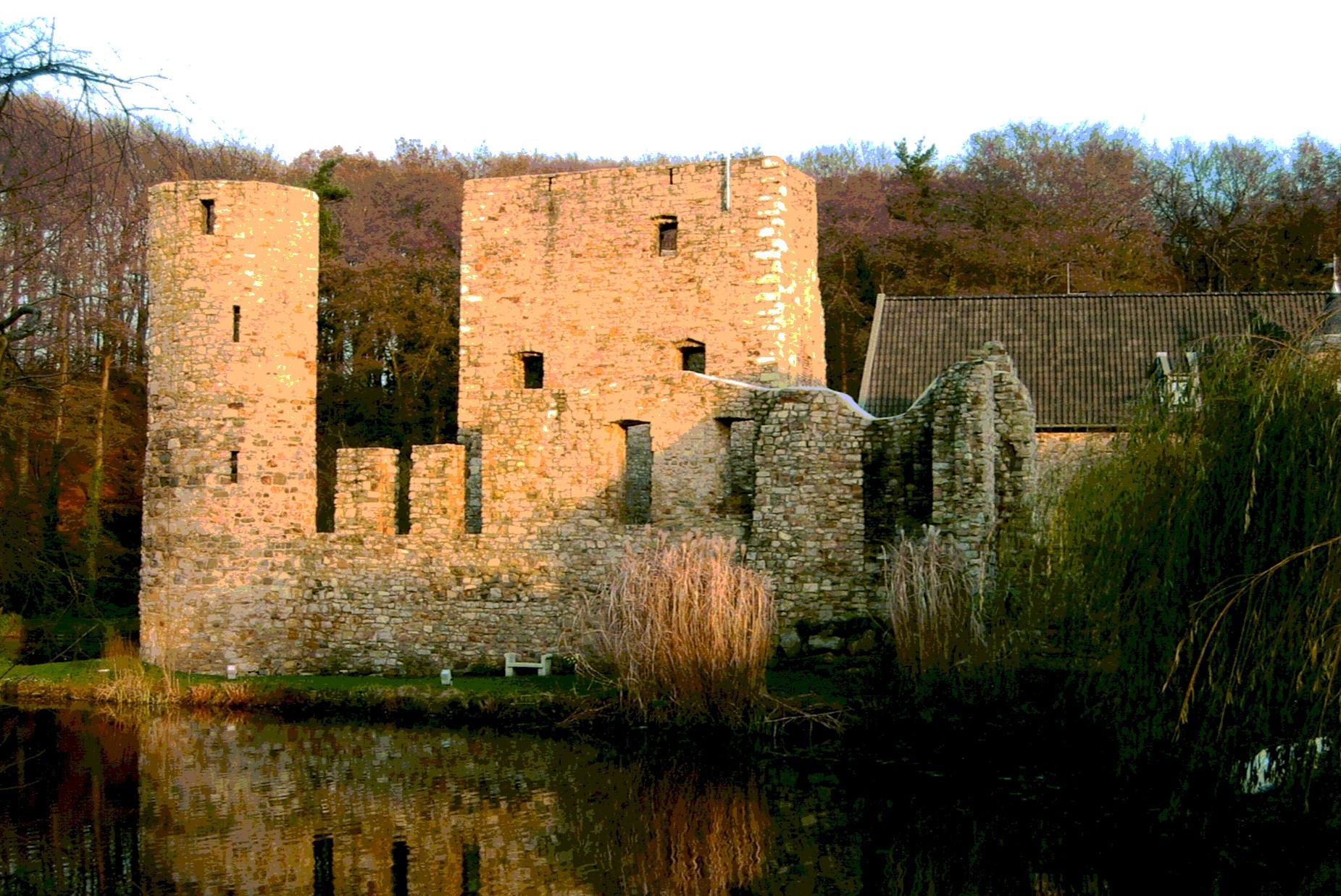
Ruine der Kernburg

Die Anlage wurde wohl im Jahre 1303 fertiggestellt und bestand aus der Kernburg und zunächst nur einer Vorburg. Beide waren von breiten Wassergräben umgeben. Die Burganlage hatte eine Ausdehnung von etwa 94 Metern in Nord-Süd- und etwa 40 Metern in Ost-West-Richtung. Sie erhielt den Namen Zer Heiden, nach der Heidelandschaft, in der sie damals errichtet worden war.
Die Kernburg bestand zunächst aus einem, in damaliger Zeit für rheinische Wasserburgen üblichen Wohnturm und hatte in der Grundfläche die Maße 11,50 mal 10 Meter bei einer Mauerdicke von zwei Metern im unteren Bereich und einer Höhe  von etwa 20 Metern bis zur Dachspitze. Der Wohnturm war aus Bruchstein und besaß vier Geschosse. Der Hocheingang befand sich an der Südseite des ersten Geschosses und war nur über eine schmale Leiter zu erreichen. Von der Südseite führte eine Zugbrücke zur Vorburg.
Die erste Vorburg war an ihrer Ost-, Süd- und Westseite durch starke Gebäudemauern mit einem Wehrgang befestigt. Im Norden blieb sie zur Kernburg hin offen. An der Westseite führte eine Zugbrücke über den etwa 20 Meter breiten Burggraben hinaus ins Land.
Etwa hundert Jahre nach Fertigstellung erhielt die Kernburg Anfang bis Mitte des 15. Jahrhunderts eine Umwehrung in Form von Zwingermauern mit Wehrgang und vorstehenden Mauertürmen an den vier Ecken.
Die Einführung von Pulverwaffen brachte gegen Mitte des 16. Jahrhunderts das Aus für burgenartigen Befestigungen. Wie viele andere Burgen war auch das Haus Heyden etlichen Zerstörungen ausgesetzt. Die letzten Beschädigungen zu Beginn des Dreißigjährigen Krieges waren so nachhaltig, dass man die Ruine nicht wieder aufbaute. Doch die erste Vorburg wurde immer wieder aufgebaut. Im Jahr 1656 kam sogar eine weitere hinzu. Damit wuchsen die Ausmaße des Burggeländes auf 78 Meter in West-Ost- und 107 Meter in Nord-Süd-Richtung an. Ob mit der Erweiterung auch eine Verlagerung des Burggrabens um die neue Vorburg verbunden war, ist nicht überliefert.